# Canadian Open 1981
Die Canada Open 1981 im Badminton fanden vom 27. bis zum 31. Oktober 1981 in Québec statt.

## Finalergebnisse
| Disziplin    | Sieger                         | Finalist                  | Ergebnis          |
| ------------ | ------------------------------ | ------------------------- | ----------------- |
| Herreneinzel | Nick Yates                     | Thomas Kihlström          | 17-16, 15-12      |
| Dameneinzel  | Sang Yanqin                    | Si-an Deng                | 11-7, 11-6        |
| Herrendoppel | Thomas Kihlström Ray Stevens   | Martin Dew Steve Baddeley | 15-8, 15-11       |
| Damendoppel  | Nora Perry Jane Webster        | Sang Yanqin Si-an Deng    | 18-14, 15-11      |
| Mixed        | Thomas Kihlström Gillian Gilks | Ray Stevens Nora Perry    | 12-15, 15-6, 15-0 |